# Aktion Höß
Aktion Höß (Aktion Höss, Aktion Hoess) è il nome in codice usato dai nazisti per riferirsi nel 1944 alle operazioni di sterminio degli ebrei ungheresi ad Auschwitz-Birkenau nel contesto della «soluzione finale», ultima fase dell'Olocausto. L'Aktion prese il nome da Rudolf Höß, tornato appositamente tra l'inizio di maggio e la fine di luglio del 1944, presso il «suo» lager di Auschwitz per supervisionare l'intera operazione di genocidio, nel corso della quale persero la vita circa 400.000 persone.

## La vicenda
Una volta che i nazisti presero diretto controllo dell'Ungheria nel 1944, si avviarono le procedure per la soluzione finale. In Ungheria risiedevano allora circa 800.000 ebrei. Il piano prevedeva il loro trasferimento in treno al campo di sterminio di Birkenau per la loro eliminazione. I primi due convogli della Ungarn-Aktion giunsero ad Auschwitz a fine aprile 1944. 

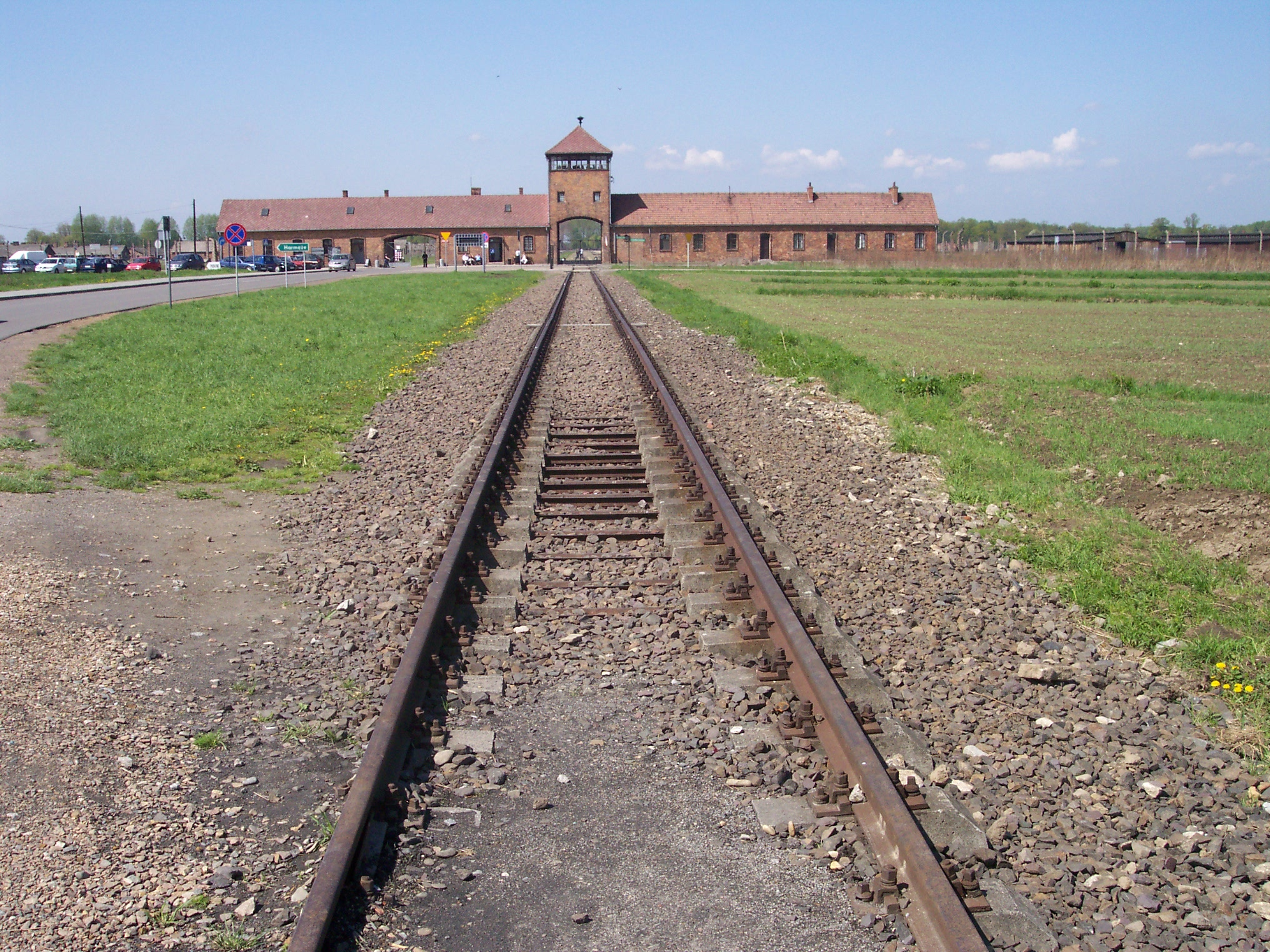
Ingresso di Auschwitz

Il piano iniziale prevedeva che arrivassero quattro convogli al giorno di ebrei ungheresi. I convogli sarebbero stati inviati direttamente dall'Ungheria nel campo di concentramento di Auschwitz, l'unico centro di sterminio ancora a disposizione nei territori occupati, comodo all'arrivo dei vagoni ferroviari e nascosto agli occhi del mondo. L'operazione però si rivelò da subito estremamente complessa, nonostante l'efficienza già raggiunta delle strutture di sterminio di Auschwitz. Si decise così di affidarsi nuovamente a Rudolf Höß, già comandante del campo. Arthur Liebehenschel venne sostituito da Richard Baer a Auschwitz I e Josef Kramer sostituì Fritz Hartjenstein a Auschwitz II.
Rudolf Höß non perse tempo. Una volta chiariti i ritmi e l'organizzazione al campo, si incontrò a Budapest con le autorità ferroviarie per accordarsi sui trasporti: sarebbero stati inviati alternativamente un giorno due convogli e il successivo tre, fino ad un numero totale di 111 trasporti. Il 14 maggio poterono così riprendere i trasporti. La Ungarn-Aktion divenne la Aktion Höß.
Esiste una dettagliata documentazione fotografica delle procedure di selezione all'arrivo dei treni dei deportati all'interno del campo di Birkenau, data dal cosiddetto Auschwitz Album, una serie di circa 200 fotografie scattate da un militare SS a fine maggio 1944 e oggi conservate all'Istituto Yad Vashem.
Particolare attenzione fu prestata ad impedire rivolte dei prigionieri. Venne richiesto l'appoggio dell'Armata patriottica della
Slesia, Armia Krajowa (AK) sia militarmente, che per prevenire la fuga di prigionieri aumentata con l'attività del movimento di resistenza nel campo e con la ribellione del Sonderkommando. 
I prigionieri ungheresi ritenuti abili al lavoro vennero chiamati Depot-Häftlinge e detenuti in deposito, senza essere segnati nei registri del lager e alloggiati nei campi BII – Birkenau. Dal libro di Danuta Czech "Kalendarium" si legge:

"...l'ex internato dr. Otto Wolken e altri ex internati, nel corso del processo contro Rudolf Höß, riferirono che nel settore BIII, (chiamato Messico) quasi 50.000 ebree ungheresi erano rimaste nude per due mesi. Che si negassero loro non solo capi di abbigliamento, ma anche biancheria, non dipendeva da una carenza di vestiti nel lager, perché i magazzini del campo effetti (chiamato Canada) erano pieni dei beni rapinati ai prigionieri ebrei destinati all'annientamento, ma probabilmente la cosa dipendeva dalla volontà delle SS di terrorizzare psichicamente le donne giovani e sane presenti nel lager in numero relativamente elevato e che rappresentavano una minaccia potenziale per la sicurezza, dato che nudi, gli esseri umani, e in particolare le donne, si sentono inermi e diventano così incapaci di opporre resistenza."

L'Aktion Höß, condotta in solo tre mesi, rappresentò l'apice della capacità di sterminio tedesca in termini di organizzazione delle deportazioni (affidate ad Adolf Eichmann) ed efficienza delle strutture di eliminazione e cremazione, che riuscirono a «trattare» circa 5.000 deportati al giorno, fino al termine delle operazioni il 24 luglio.
Nel luglio 1944, truppe sovietiche e unità partigiane polacche
che combattevano fra Vistola e Bug, liberarono il campo di concentramento di Majdanek, senza dare tempo alle autorità SS di distruggere gli impianti di sterminio di massa e uccidere tutti i prigionieri.

Vista l'avanzata nemica, venne pertanto pianificata la liquidazione totale del campo di concentramento di Auschwitz, detenuti e impianti di sterminio, per cancellare ogni traccia dei crimini commessi.

Alla fine di novembre, Himmler diede ordine di distruggere i crematori; restò in funzione fino all'ultimo nel lager solamente il Crematorio V.

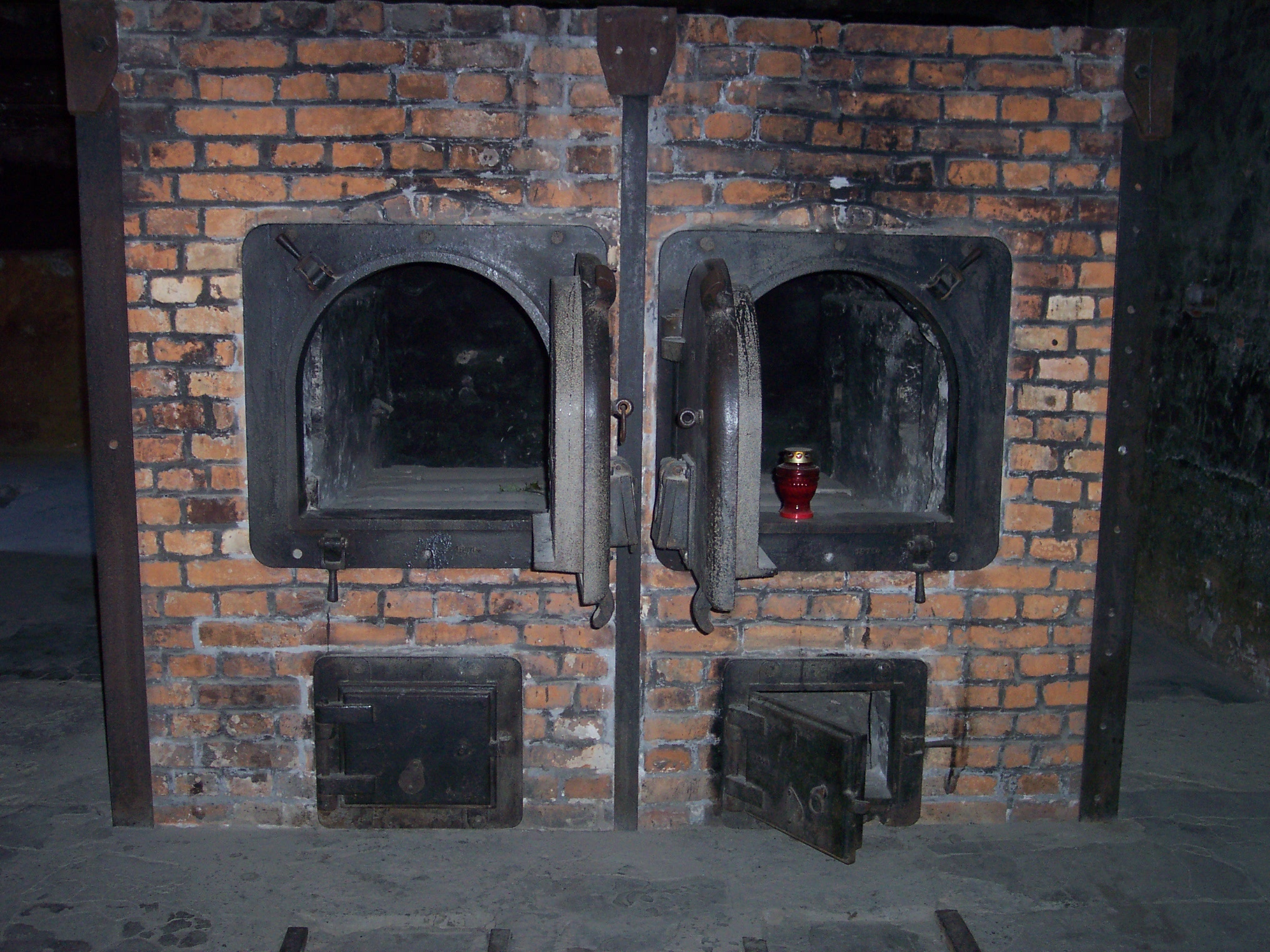
Forni crematori

A inizio gennaio, l'alto comandante delle SS e Polizia di Budapest (Ungheria), annunciò al plenipotenziario generale del Reich tedesco in Ungheria, dr.Veesenmayer, che i trasporti di ebrei dalla Zona IV erano terminati. In tutto, dalle zone da I a IV erano stati deportati 381 661 ebrei.

Il 18 gennaio 1945 i detenuti del campo di concentramento di Auschwitz in grado di marciare fuori dai lager vennero spinti a piedi ai punti di raccolta stabiliti, da dove aveva luogo un'ulteriore evacuazione verso il Territorio del Reich con treni merci, spesso in vagoni aperti.

Nel campo principale, a Birkenau e nel sottocampo Monowitz restarono solo i malati e chi non era in grado di sostenere una marcia a piedi. Le SS non riuscirono a uccidere tutti, perché il 27 gennaio entrarono nei campi i soldati della 60ª Armata del 1° Fronte Ucraino e portarono la libertà ai 7.000 internati rimasti, ma il comandante Höß era già fuggito..."